# ابتكار خفي
يشير مصطلح الابتكار الخفي أو الابتكار غير مرئي إلى الابتكار الذي لم يتم الاعتراف به وتناوله من قبل المؤشرات التقليدية مثل البحث والتطوير، سواء بالإنفاق عليه أو منحه براءة اختراع. ويشير المصطلح عامة إلى الابتكارات التي تكون خارج قطاعي العلم والتقنية والتي تعتبر القطاعين الرئيسيين في الاستثمار في البحث والتطوير الرسمي وبراءات الاختراع. وعلى سبيل المثال، فعلى الرغم من أن الابتكارات التقنية قد تم تطويرها في قطاع الصناعة النفطية عبر أنشطة التنقيب عن النفط. هذه الابتكارات لا تحقق المقاييس المطلوبة، لأن تنقيب النفط لا يعد مشروع بحث وتطوير رسمي. ويمكن تصنيف ابتكارات أخرى على أنها ابتكارات خفية مثل الابتكار الاجتماعي.
وبالرغم من انه تم استحداث المصطلح في التسعينات من قبل ديانا هيكز (Diana Hicks) وسيلفان كاتز (Sylvan Katz) في بحثهما عن نظام البحث الخفي والذي يضم باحثي المستشفيات، ومايك هوبكنز (Mike Hopkins) في بحثه عن الفحص الجيني في نظام الرعاية الصحية في المملكة المتحدة، فلم يتم تشجيع استخدام مصطلح الابتكار الخفي الا من قبل NESTA في التقرير الذي نشرته في أكتوبر 2006 بعنوان «فجوة الابتكار»، وقد تم في تقرير آخر يسمى «الابتكار الخفي» التوسع في هذا المصطلح وتحديد الأنواع الأربعة للابتكار الخفي وهي:
1. الابتكار الذي يكون مطابق أو مشابه للانشطة التي يتم قياسها حسب المؤشرات التقليدية، ولكن يكون مستبعد من القياس.
2. الابتكار الذي لا يقوم على أساس علمي أو تقني رئيسي، كالابتكارات في الاستمارات التنظيمية ونماذج الأعمال.
3. الابتكار المنشأ من تركيبة غير مألوفة من العمليات والتقنيات الحالية.
4. الابتكارات ضيقة النطاق التي تم تطويرها محليًا بشكل خفي، أي غير معترف بها أو لم تؤخذ بالاعتبار.